# شهرستان پراویدنس (رود آیلند)
شهرستان پراویدنس، رود آیلند (به انگلیسی: Providence County, Rhode Island) یک سکونتگاه مسکونی در ایالات متحده آمریکا است که در رود آیلند واقع شده‌است.

## خصوصیات
شهرستان پراویدنس ۱٬۱۲۹٫۲۴ کیلومترمربع مساحت دارد.